# Gaiziapis encunensis
Espèce
Gaiziapis encunensis est une espèce d'araignées aranéomorphes de la famille des Anapidae.

## Distribution
Cette espèce est endémique du Guangxi en Chine,. Elle se rencontre dans le xian de Nandan.

## Description
Le mâle holotype mesure 1,20 mm et la femelle paratype 1,12 mm.

## Étymologie
Son nom d'espèce, composé de encun et du suffixe latin -ensis, « qui vit dans, qui habite », lui a été donné en référence au lieu de sa découverte, Encun.

## Publication originale
- Lin & Li, 2012 : Three new spider species of Anapidae (Araneae) from China. Journal of Arachnology, vol. 40, no 2, p. 159-166 (texte intégral).